# سيمون موسر
سيمون موسر هو لاعب هوكي الجليد سويسري، ولد في 10 مارس 1989 في برن في سويسرا.

## وصلات خارجية
- سيمون موسر على موقع دوري الهوكي الوطني (الإنجليزية)
- سيمون موسر على موقع EliteProspects.com (الإنجليزية)
- سيمون موسر على موقع Eurohockey.com (الإنجليزية)
- سيمون موسر على موقع HockeyDB.com (الإنجليزية)
- سيمون موسر على موقع Hockey-Reference.com (الإنجليزية)
- سيمون موسر على موقع أوليمبيديا (الإنجليزية)